# Грин-Бэнк (радиотелескоп)
Радиотелескоп Грин-Бэнк (англ. Green Bank Telescope) — параболический радиотелескоп Национальной радиоастрономической обсерватории (англ. National Radio Astronomy Observatory, NRAO), расположенный в Грин-Бэнк, Западная Виргиния, США. Вступил в строй в августе 2000 года. Код обсерватории «256».
Грин-Бэнк — крупнейший в мире полноповоротный параболический радиотелескоп по состоянию на июнь 2015 года.
Зеркало имеет размеры по осям 100×110 м. Этот радиотелескоп может быть направлен в любую точку на небе с точностью, превосходящей одну тысячную градуса. Минимальная рабочая длина волны 6 мм.
Рядом с радиотелескопом располагается здание контроля, в котором находится центральный управляющий компьютер радиотелескопа, записывающее устройство и другое оборудование, связанное с обработкой радиосигнала, принятого антенной.
Радиотелескоп назван в честь Роберта С. Бёрда.
Первая (трёхмерная) карта Ланиакеи была создана к сентябрю 2014 года с помощью радиотелескопа Грин-Бэнк и других телескопов.

Так как в окрестностях радиотелескопа запрещено использование беспроводных сетей, это место стало популярным для людей с электромагнитной гиперчувствительностью.